# Joe Gallagher (Boxer)
Joe Gallagher (* 30. November 1968 in Manchester, England) ist ein ehemaliger britischer Boxer und aktueller Boxtrainer.

## Boxkarriere
Im Alter von 11 Jahren begann Gallagher unter der Leitung von Jimmy Egan mit dem Boxen. Im Alter von 17 Jahren wurde er vom erfahrenen Phil Martin trainiert. Insgesamt bestritt Gallagher über 60 Amateurkämpfe.

## Trainerkarriere
Gallagher begann im Jahr 1993 als Amateurtrainer. Er galt als durchaus erfolgreich.
2001 wechselte er zu den Profis, wo er aktuell als einer der besten gilt. Er brachte einige Weltmeister hervor und wurde im Jahre 2015 von der weltweit mit Abstand beachtlichsten Boxzeitschrift The Ring als Trainer des Jahres gewählt.